# The Roost - La tana
The Roost - La tana (The Roost) è un film del 2005 diretto da Ti West.

## Trama
Il presentatore di uno show televisivo chiamato “Frightmare Theatre” introduce il film che verrà trasmesso: The Roost
Notte di Halloween. Quattro amici - Trevor, Allison, Brian ed Elliot - sono in viaggio per andare a un matrimonio. Finiti fuori strada cercano soccorso in una fattoria, non sapendo che una coppia di anziani nella casa più vicina è stata uccisa da una forza invisibile. Uno dopo l'altro, tutti gli amici vengono attaccati da cadaveri rianimati, lasciando in vita solo Allison ed Elliot. I due si rendono conto che la loro situazione è senza speranza e accettano il loro destino. 
Tuttavia, durante il programma televisivo, il conduttore esprime il suo disappunto per questo finale e riavvolge il film per vedere il finale “alternativo”, più emozionante, in cui Allison viene uccisa dai pipistrelli ed Elliot fugge dalla casa con l'auto di un agente di polizia.

## Accoglienza

### Critica
Secondo Morandini il film "funziona grazie alle atmosfera riuscite e a un uso sapiente del set"